# Catedral de Rodez
La catedral de Rodez (en francés: Cathédrale Notre-Dame de Rodez) es una catedral católica medieval de Francia erigida en la ciudad de Rodez. Está clasificada como un monumento histórico de Francia desde 1862.

## Historia
La primera mención de una catedral en Rodez data de alrededor del año 516, siendo esta reconstruida alrededor del año 1000; de este edificio no quedan restos tras la decisión de reconstruirlo, debido a su mal estado, por completo en 1277. Las obras se retrasaron a causa de la peste negra y la Guerra de los Cien Años y fueron reemprendidas a comienzos del siglo XV. Las obras se completaron en 1531.
Entre 1792 y 1798, Pierre Méchain y Jean-Baptiste Delambre utilizaron a la catedral como referencia central para las mediciones geodésicas de los dos arcos de meridiano que establecieron entre Dunkerque y Barcelona para calcular la circunferencia de la Tierra y la posterior definición del metro.